# 瓦伊伦格泰
瓦伊伦格泰（Vairengte），是印度米佐拉姆邦Kolasib县的一个城镇。总人口7687（2001年）。

## 人口
该地2001年总人口7687人，其中男性4197人，女性3490人；0—6岁人口1337人，其中男736人，女601人；识字率78.51%，其中男性为81.11%，女性为75.39%。